# جاك ديلاني
جاك ديلاني (بالإنجليزية: Jack Delaney)‏ مواليد 18 مارس 1900 في كيبك - الوفاة 27 نوفمبر 1948 في بريدجبورت، كان ملاكم كندي سابق صنّف ضمن فئة الوزن الثقيل.

## مسيرته
خلال مسيرته هزم كلا من تومي لوغران، وماكسي روسنبلووم، وبول بيرلينباخ، ومايك ماكتيغ، وتايجر فلورز، وجورج روبنسون (لاعب كريكت)، وجوني ريسكو، وباولينو أوزكودون، وتوني «يونغ» مارولو.
وبعد مسيرته في الملاكمة، أدار عددًا من الشركات، وأدار حانة في نيويورك. وتوفي بالسرطان عام 1948.
ولقد تم إدخال ديلاني في قاعة مشاهير الملاكمة الدولية في عام 1996.

## إحصائيات
خاض خلال مسيرته 93 نزالا، فاز في 77 وتعادل في 2 وخسر في 12. فاز بالضربة القاضية في 44 نزالا.

## روابط خارجية
- جاك ديلاني على موقع بوكس ريك (الإنجليزية) (registration required)
- جاك ديلاني على موقع قاعة كندا للمشاهير الرياضية (الإنجليزية)